# Hilarion (Troicki)
Hilarion, imię świeckie Władimir Aleksiejewicz Troicki (ur. 1 września?/13 września 1886, zm. 15 grudnia 1929 w Leningradzie) – rosyjski biskup prawosławny, nowomęczennik.

## Życiorys

### Młodość i edukacja
Władimir Troicki urodził się w rodzinie kapłana prawosławnego Aleksieja Troickiego. Wstępowanie mężczyzn do stanu duchownego było w jego rodzinie tradycją. Władimir był najstarszym z pięciorga dzieci: miał braci Dmitrija i Aleksieja oraz siostry Olgę i Sofię. Jego brat Dmitrij wstąpił do monasteru i z imieniem Daniel został następnie biskupem briańskim. Aleksiej został wyświęcony na kapłana i prowadził pracę duszpasterską w parafii w Lipicach, gdzie wcześniej działał jego ojciec. Dzieci były wychowywane przez ojca i jego niezamężną siostrę, gdyż matka przedwcześnie zmarła. Władimir Troicki był wychowywany w głęboko religijnym duchu, od najmłodszych lat śpiewał w chórze cerkiewnym.
W 1906 ukończył z wyróżnieniem seminarium duchowne w Tule, zaś w 1910 uzyskał tytuł kandydata nauk teologicznych w Moskiewskiej Akademii Duchownej. W 1913 obronił dysertację magisterską ze specjalizacją: teologia dogmatyczna.

### Praca naukowa
Już w momencie ukończenia studiów został zatrudniony w Akademii jako wykładowca. W swojej pracy naukowej Władimir Troicki w szczególności interesował się pojęciem Kościoła, o którym pisał jako o organizmie i ciele mistycznym, którego poszczególni członkowie są złączeni więzami miłości. Od stycznia 1913 był wykładowcą katedry Nowego Testamentu z tytułem naukowym docenta; w maju tego samego roku otrzymał tytuł profesora. Wcześniej, 28 marca 1913, Władimir Troicki złożył wieczyste śluby zakonne z imieniem Hilarion. 11 kwietnia tego samego roku został wyświęcony na hierodiakona, 2 czerwca – na hieromnicha, zaś 5 lipca otrzymał godność archimandryty. Wykładowcą Akademii pozostawał do 1919.

### Współpraca z patriarchą Tichonem
Był uczestnikiem Soboru Lokalnego Rosyjskiego Kościoła Prawosławnego w latach 1917–1918, w czasie którego opowiadał się za restauracją patriarchatu w Rosji. Po obraniu na tron patriarszy Tichona (Bieławina) archimandryta Hilarion został jego sekretarzem i konsultantem ds. teologicznych. Funkcję tę pełnił do marca 1919, gdy został aresztowany i uwięziony na Butyrkach; uwolniono go po dwóch miesiącach. Po wyjściu na wolność zamieszkał w Moskwie, u swojego przyjaciela ks. Władimira Strachowa, proboszcza cerkwi Trójcy Świętej znajdującej się w pobliżu dawnych obiektów zlikwidowanego monasteru Spotkania Włodzimierskiej Ikony Matki Bożej w Moskwie. Do kolejnego swojego aresztowania w listopadzie 1923 archimandryta Hilarion był jego przełożonym, kierując grupą rozproszonych w różnych miejscach mnichów. Cieszył się znacznym autorytetem wśród prawosławnych wiernych Moskwy.
W maju 1920 miała miejsce jego chirotonia na biskupa werejskiego, wikariusza eparchii moskiewskiej.
W 1921 Hilarion (Troicki) zaapelował o pomoc ofiarom klęsk głodu w Rosji. Mimo tego, w czasie represji związanych z akcją konfiskaty majątku Cerkwi uzasadnianej pozyskiwaniem środków na walkę z głodem, został w marcu 1922 aresztowany i zmuszony do wyjazdu do Archangielska. W czerwcu 1923 był już z powrotem w Moskwie, gdzie na nowo został najbliższym współpracownikiem uwolnionego z aresztu domowego patriarchy Tichona. Otrzymał również godność arcybiskupią. W lecie tego samego roku usunął z monasteru Spotkania Pańskiego zwolenników jednego z odłamów ruchu Żywej Cerkwi, kierowanego przez byłego metropolitę władykaukaskiego Antonina (Granowskiego). Uczestniczył również w publicznych debatach nt. wiary, w których bronił stanowiska Patriarchatu Moskiewskiego przeciw działaczowi Żywej Cerkwi Aleksandrowi Wwiedienskiemu oraz ludowemu komisarzowi oświaty Anatolijowi Łunaczarskiemu. Jesienią 1923 został po raz kolejny uwięziony i skazany na trzy lata łagrów. W czerwcu 1924 został skierowany do obozu na Wyspach Sołowieckich.

### Uwięzienie na Wyspach Sołowieckich
W obozie Hilarion (Troicki) swoją postawą wspierał duchowo innych więźniów, przez co cieszył się wśród nich ogromnym szacunkiem. Według wspomnień współwięźniów, w 1926 przewodniczył przeprowadzonej w tajemnicy Świętej Liturgii w dniu święta Paschy. Rok wcześniej uczestniczył w redakcji listu biskupów osadzonych w łagrze do kierownictwa Rosyjskiego Kościoła Prawosławnego, w którym autorzy apelowali o zachowanie w relacjach między państwem i Kościołem zasad, jakimi kierował się patriarcha Tichon. W lecie 1925 arcybiskup Hilarion został na krótko przewieziony do więzienia w Jarosławiu, gdzie usiłowano skłonić go do wyjścia na wolność w zamian za dołączenie do ruchu grigoriewców. Po odmowie duchowny znalazł się ponownie na Sołowkach, a jego wyrok został przedłużony o trzy lata.
W listopadzie 1927, po dotarciu na Sołowki informacji o wydaniu przez locum tenens Patriarchatu Moskiewskiego Sergiusza (Stragorodskiego) deklaracji o lojalnym stosunku Kościoła do władz radzieckich, arcybiskup Hilarion stanął na czele grupy duchownych, którzy postanowili wspierać to stanowisko jako jedyną drogę dla ocalenia Cerkwi i jej przyszłej legalizacji w ZSRR. 
Jesienią 1929, po upływie wyroku, Hilarion (Troicki) został ponownie skazany na zsyłkę, tym razem do Azji Środkowej. W czasie transportu zaraził się tyfusem i zmarł 15 grudnia 1929 w szpitalu w Leningradzie. Został pochowany na cmentarzu Monasteru Nowodziewiczego; ceremonii pogrzebowej przewodniczył metropolita leningradzki Serafin (Cziczagow).

## Kanonizacja i upamiętnienie
W 1999 szczątki duchownego przeniesiono do reaktywowanego monasteru Odnalezienia Włodzimierskiej Ikony Matki Bożej w Moskwie. W 2000 został on kanonizowany jako jeden z Soboru Świętych Nowomęczenników i Wyznawców Rosyjskich.
W Niemczech, w mieście Leer, istnieje cerkiew pod wezwaniem św. Hilariona.